# Boroughbridge
Boroughbridge is een civil parish in het bestuurlijke gebied Harrogate, in het Engelse graafschap North Yorkshire met 3405 inwoners.